# François Rabelais
François Rabelais (pronunciado /fʀɑ̃ˈswa ʀaˈb(ə)lɛ/; Chinon c. 1483 o 1494 según las fuentes-París, 1553) fue un escritor, pedagogo, médico y humanista francés. Usó también el seudónimo de Alcofribas Nasier, anagrama de François Rabelais (y el de Seraphin Calobarsy, otro anagrama). Publicó su obra principal, Gargantúa y Pantagruel, bajo este nombre en 1532. Es considerado el primer gran prosista francés,y su exuberancia creativa, su vocabulario colorista y amplio y su variedad literaria le han valido un lugar perdurable en la historia de la literatura francesa del siglo XVI. Humanista del Renacimiento francés y estudioso del helenismo, suscitó la oposición tanto del teólogo protestante Juan Calvino como de la jerarquía de la Iglesia católica. Aunque en su época fue más conocido como médico, erudito, diplomático y sacerdote católico, posteriormente se hizo más conocido como escritor satírico por sus representaciones de lo grotesco y por sus personajes exuberantes. Por sus conocimientos que abarcan diversas disciplinas es considerado un polímata.
A la vez eclesiástico y anticlerical, cristiano y librepensador, médico y bon vivant, las múltiples facetas de su personalidad parecen a veces contradictorias. Envuelto en la agitación religiosa y política de la Reforma protestante, Rabelais trató en sus novelas las grandes cuestiones de su tiempo. Las valoraciones de su vida y obra han evolucionado con el tiempo en función de los paradigmas de pensamiento dominantes. Rabelais admiraba a Erasmo y, como él, es considerado un humanista cristiano. Fue crítico con el escolasticismo medieval y satirizó los abusos de poderosos príncipes y papas, oponiéndoles el conocimiento grecorromano y la cultura popular. Los elementos de sátira religiosa y humor escatológico en sus novelas, sin embargo, le hicieron víctima de persecución, y dependió a lo largo de su vida de figuras políticas poderosas como Guillaume du Bellay o Margarita de Navarra y de líderes eclesiásticos de alto rango como el cardenal Jean du Bellay, el obispo Geoffroy d’Estissac o el cardenal Odet de Châtillon, para recibir protección.
Rabelais es conocido sobre todo por los dos primeros volúmenes que relatan la infancia de los gigantes Gargantúa y Pantagruel, escritos al estilo de las novelas de aprendizaje, y notables por su rico uso del francés renacentista y por su comicidad, que va de lo burlesco y vulgar a la sátira profunda. Sus obras posteriores—el Libro Tercero (que prefigura la novela filosófica) y el Libro Cuarto—tienen un tono considerablemente más erudito. Su obra utiliza leyendas populares, farsas y romances, así como material clásico e italiano, pero fue escrita principalmente para un público cortesano y culto.Su legado literario es tal que el adjetivo rabelaisiano designa algo «marcado por un humor burdo y robusto, la extravagancia de la caricatura o un naturalismo audaz».

## Biografía
François Rabelais fue hijo de Antoine Rabelais (1445-1535), abogado en Chinon y senescal de Lerné. Según Bruneau de Tartifume (1574-1636), Rabelais habría sido novicio hacia fines de 1510 en el monasterio de Cordeliers de la Baumette (orden de franciscanos menores), construido cerca de la roca de Chanzé, en Angers. Recibió formación teológica y más tarde (sin duda a comienzos de 1520) marchó al convento franciscano de Puy-Saint-Martin en Fontenay-le-Comte, donde llegó a profesar como monje hacia octubre de 1520.
Manifestó pronto una curiosidad típicamente humanista. Pierre Lamy le inicia en los estudios griegos y le anima a escribir a Guillaume Budé. Rabelais se interesa por los autores antiguos y mantendrá correspondencia con otros humanistas célebres. Con Pierre Lamy, Rabelais frecuenta la casa del jurista de Fontenay André Tiraqueau, donde se reunían los talentos de la región; allí encontrará a Amaury Bouchard y Geoffroy d'Estissac, prior de la abadía benedictina de Maillezais.
En 1523, tras los comentarios de Erasmo sobre el texto griego de los Evangelios, la Sorbona intenta impedir el estudio del griego; a finales de este año los superiores de Rabelais y Pierre Lamy confiscan sus libros de griego. Aunque le son poco a poco devueltos, Rabelais resuelve cambiar de orden monástica. Apoyado por Geoffroy d'Estissac, quien le acogerá en su abadía de Maillezais, Rabelais presenta una petición al Papa en este sentido, motivándola en la excesiva austeridad de la regla de San Francisco.
Ya benedictino, Rabelais ejerce como secretario de Geoffroy d'Estissac y le acompañará en el curso de viajes de inspección de sus tierras y abadías. Pasará un tiempo en el Priorato de Ligugé, residencia habitual de Geoffroy d'Estissac, donde se relacionará con Jean Bouchet. En el monasterio cercano de Fontaine-le-Comte, vuelve a ver al noble abad Antoine Ardillon.

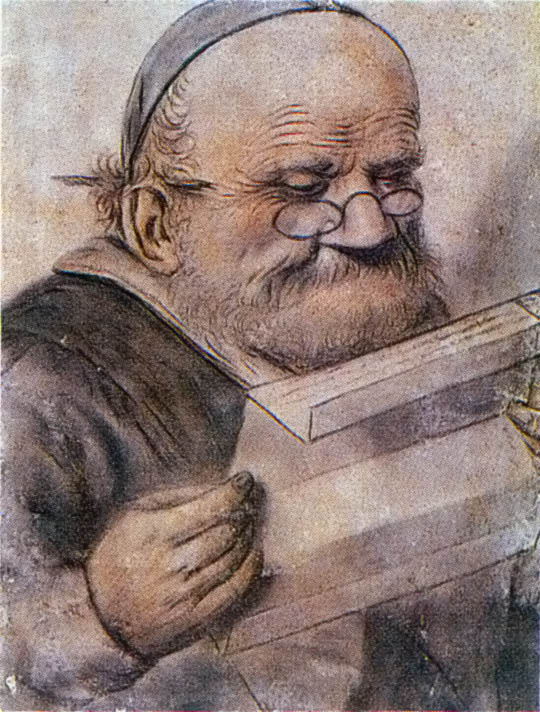
Rabelais leyendo. Retrato anónimo de principios del

Rabelais no se pliega fácilmente a las reglas monacales ni permanece enclaustrado en su monasterio. Hacia 1528 se secularizará para dirigirse a diversas universidades. En París comienza sus estudios de medicina y tendrá dos hijos. El 17 de septiembre de 1530, se inscribe en la escuela de medicina de Montpellier, donde da unos cursos sobre Hipócrates y Galeno. Es nombrado bachiller el primer noviembre siguiente. En Montpellier traba amistad con el médico Guillaume Rondelet (1507-1566).
En la primavera de 1532, Rabelais se instala en Lyon, gran centro cultural donde florecía el comercio librero. El uno de noviembre es nombrado médico del hospital de Notre-Dame de la Pitié du Pont-du-Rhône (Lyon). Por otra parte, enseña medicina y publica unos críticas de tratados médicos de la Antigüedad. Sus amigos Étienne Dolet (1509-1546), Mellin de Saint-Gelais (1491-1558), Jean Salmon Macrin (1490-1557) son protegidos por el obispo de París, Jean du Bellay; este será también protector de Rabelais y le acompañará en varios viajes a Roma.El mismo año, Rabelais editó las cartas médicas de Giovanni Manardo, un médico italiano contemporáneo. Fue durante este periodo que descubrió su verdadero talento como escritor. Las invitaciones del autor a interpretar los personajes y los acontecimientos de los héroes como alegorías de la sociedad permiten pensar que Pantagruel se revela como un reflejo del rey Francisco I, contemporáneo del autor, mientras fray Jean sería imagen de Jean Du Bellay, fiel ministro del monarca y patrón de Rabelais.
Rabelais publica en 1532, bajo el anagrama de Alcofribas Nasier e inspirándose en el texto anónimo Las grandes e inestimables crónicas del gran Gigante Gargantúa, su Pantagruel, y obtiene un gran éxito. Se describe en esta obra la vida de un gigante de apetito tan voraz que ha dado forma a la expresión «banquete pantagruélico», con gran humor y todo tipo de excentricidades; parece ser que Rabelais quiso componer este libro para distraer a sus melancólicos enfermos. Escribe a Erasmo y, animado por el éxito, publica Gargantúa en 1534 con el mismo seudónimo, útil precaución ya que todos sus libros serán enseguida condenados por la Sorbona.
Acompaña a Jean du Bellay a Roma cuando este se encarga de una misión especial en la corte del papa Clemente VII. Después del asunto de los Placards (1534), Jean du Bellay, nombrado cardenal, le conduce de nuevo a Roma. El papa Clemente VII absolverá a Rabelais de los crímenes de apostasía y de irregularidad.
Entre agosto de 1535 y mayo de 1536, Rabelais pasará un tiempo todavía en Roma como agente de Geoffroy d'Estissac. El 17 de enero de 1536, un breve de Paulo III autoriza a Rabelais a marchar a un monasterio benedictino que haya escogido y a ejercer la medicina sin practicar operaciones quirúrgicas. El cardenal du Bellay, abad del monasterio benedictino de Saint-Maur-des-Fossés, había ofrecido recibirle en este monasterio. Pero este monasterio se había vuelto una colegiata de canónigos justo antes de que Rabelais fuera acogido allí; una nueva requisitoria al papa permitió a Rabelais resolver este problema y recobrar así su libertad legalmente.
En 1539, Rabelais partió para Turín en seguimiento de Guillaume du Bellay, hermano del cardenal, señor de Langey y gobernador del Piamonte. En 1540, François y Junie, hijos bastardos del hermano Rabelais, son legitimados por Paulo III. El 9 de enero de 1543, Langey muere en Saint-Saphorin, y Rabelais es designado para conducir su cuerpo a Mans, donde es inhumado el 5 de marzo de 1543. El 30 de mayo siguiente, Geoffroy d'Estissac, el primer protector de Rabelais, fallece a su vez.
El 19 de septiembre de 1545, Rabelais obtiene un privilegio real para la impresión del tercer libro; editado en 1546, lo firma con su propio nombre. En marzo de 1546, Rabelais se retira a Metz, villa del Imperio, en casa de Etienne Laurens, y es nombrado médico de la villa de Metz.
En 1547, el rey Enrique II sucede a Francisco I y Jean du Bellay es nombrado consejero real y obtiene la superintendencia general de los asuntos del reino de Italia. Hacia junio de 1547, Rabelais vuelve a París como médico del cardenal, a quien acompaña en sus viajes.
En 1548, se publican once capítulos del cuarto libro; la versión íntegra aparecerá en 1552. El 6 de agosto de 1550, Rabelais obtiene del rey un privilegio de edición para todas sus obras, con interdicción para quienquiera que las imprima o modifique sin su consentimiento. El 18 de enero de 1551, el cardenal du Bellay otorga a Rabelais los curatos de Meudon y de Saint-Christophe-du-Jambet. El primero de marzo de 1552, el cuarto libro es censurado por los teólogos. El 7 de enero de 1553 Rabelais cede sus derechos a los curatos y muere en París en abril de 1553, probablemente a la edad de 58 o 59 años.
En 1562, se publica La Isla Sonante, que comprende 16 capítulos del quinto libro. El quinto libro será publicado íntegramente en 1564 atribuido a Rabelais, aunque numerosos comentadores discutieron esta atribución.

## Análisis de su obra

### Lista de obras
Gargantúa y Pantagruel, serie de cuatro o cinco libros:
- Pantagruel (1532)
- La vida inestimable de Gargantúa, padre de Pantagruel (1534)
- El tercer libro de Pantagruel (1546)
- El cuarto libro de Pantagruel (1552)
- El quinto libro de Pantagruel (su pertenencia a Rabelais es materia de discusión) (1564)
- Tratado del buen uso del vino (1564)

### Fuentes y géneros

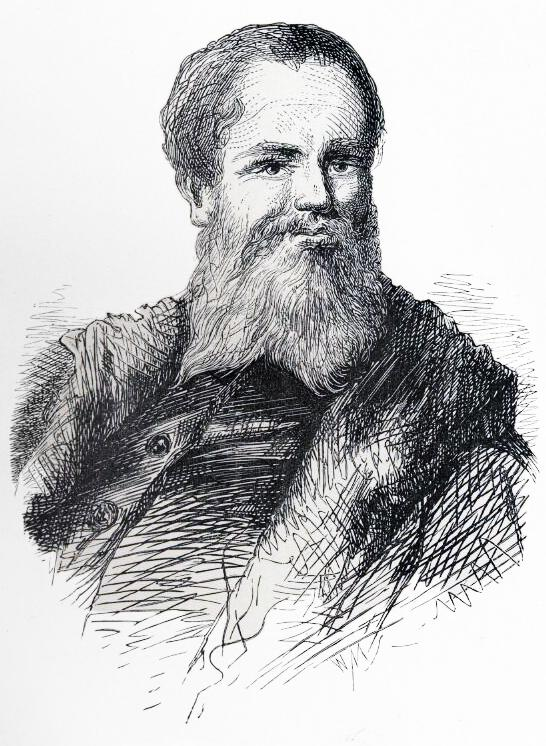
François Rabelais según Gustave Doré (1894).

#### Siglos y : la marginación de la "canalla exquisita"

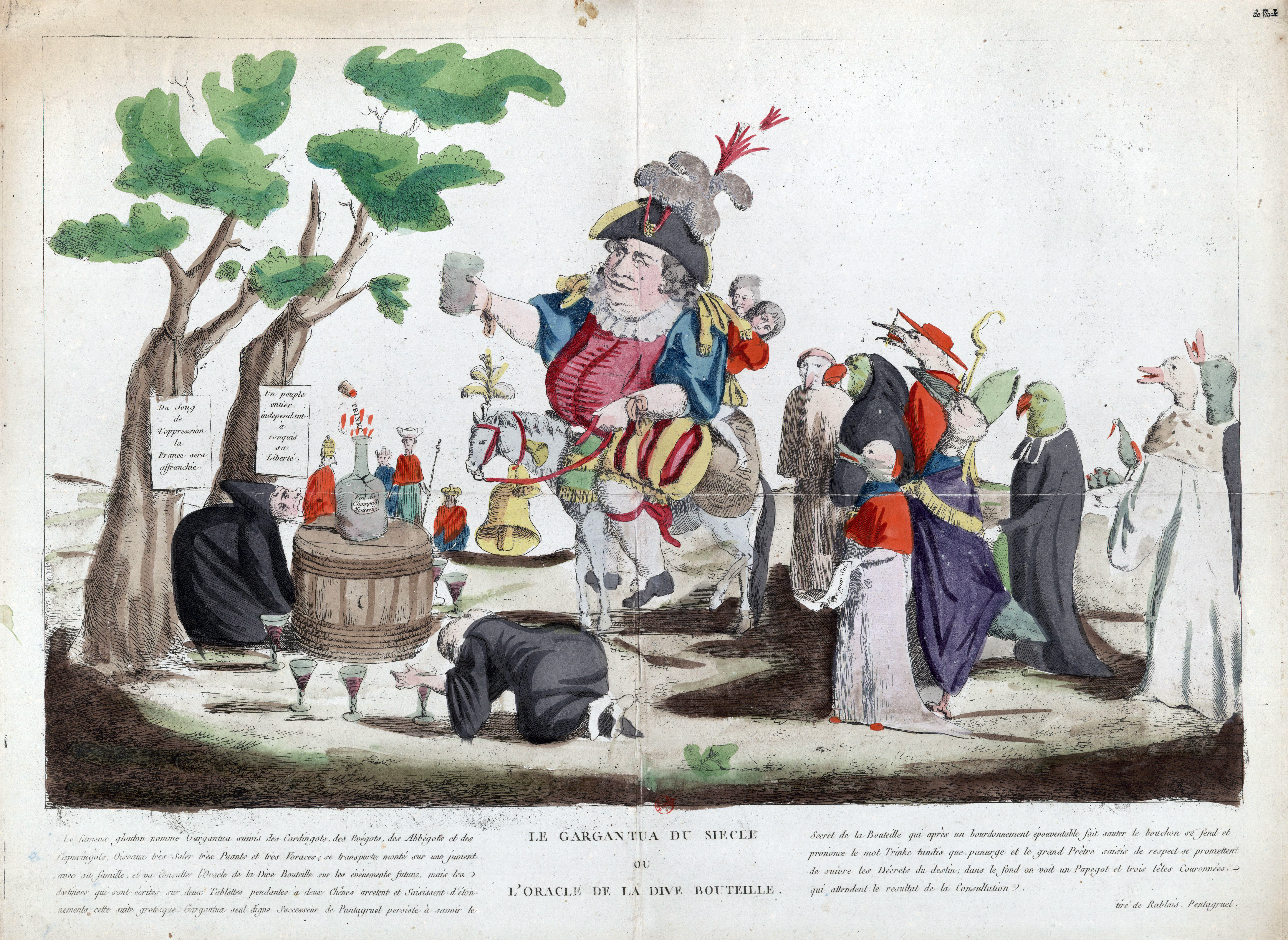
Sátira de la Révolución francesa. Gargantúa y los miembros del clero caricaturizados como pájaros, una alusión explícita al Quinto Libro, consultan al Oráculo para conocer el futuro de la monarquía.

#### 

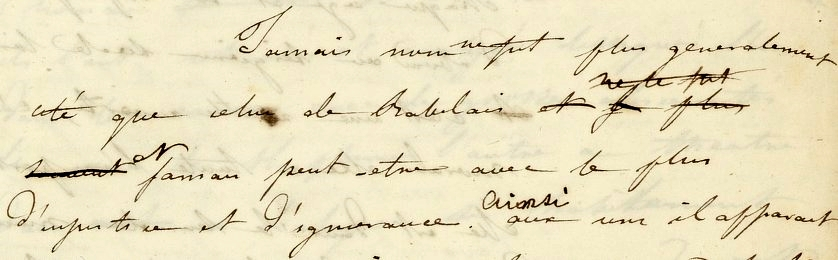
En un primer escrito sobre Rabelais, Flaubert escribió que ningún nombre se citaba con tanta injusticia e ignorancia.